# Mirosław Majchrowski
Mirosław Michał Majchrowski (ur. 26 września 1935 w Warszawie, zm. 27 maja 1983 tamże) – polski aktor niezawodowy.

## Filmografia

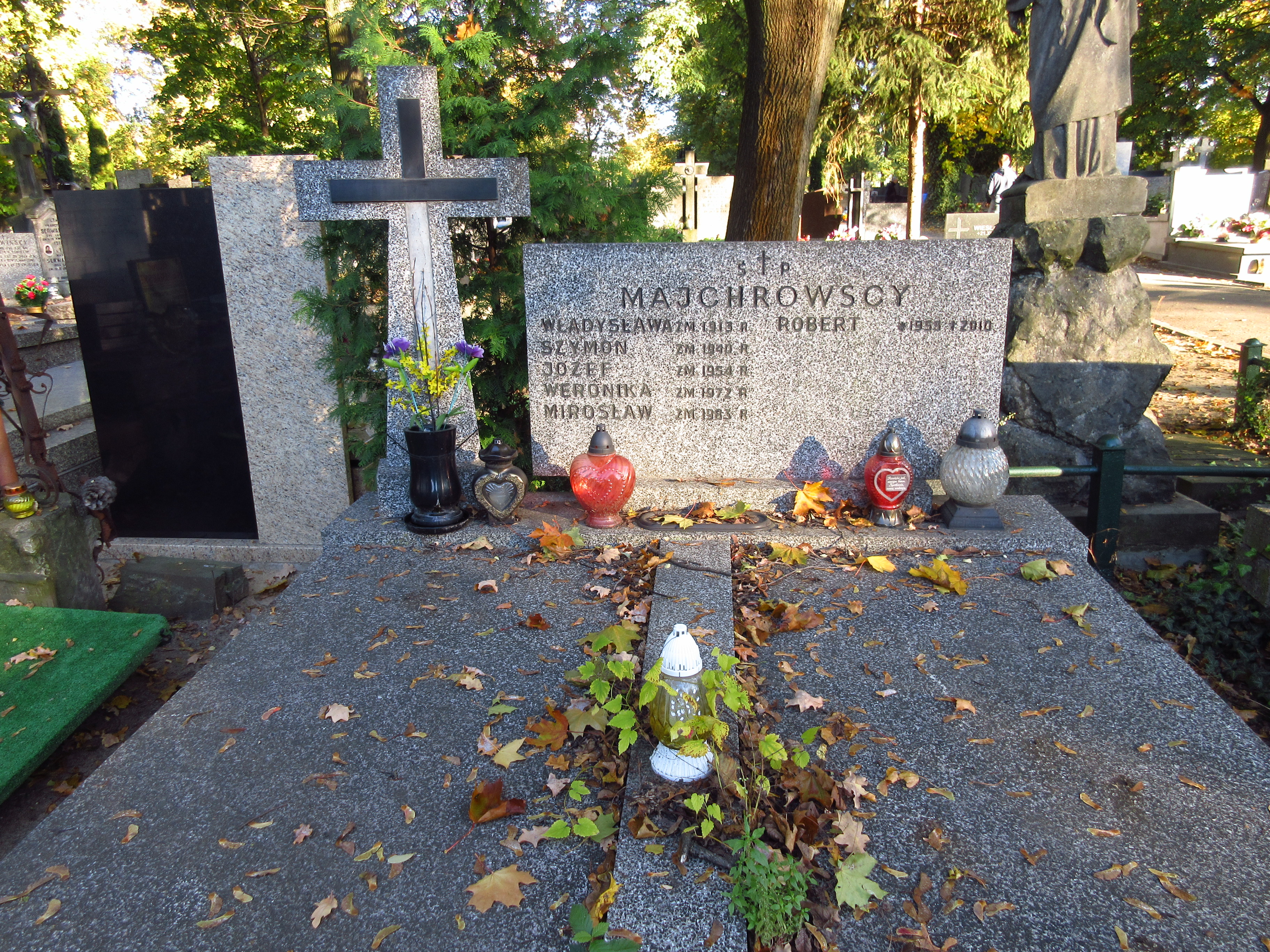
Grób Mirosława Majchrowskiego na cmentarzu Bródnowskim.

- Grób Mirosława Majchrowskiego na cmentarzu Bródnowskim.1962: Gangsterzy i filantropi jako Parmezan
- 1963: Zbrodniarz i panna jako kelner
- 1964: Pingwin jako bandzior
- 1965: Trzy kroki po ziemi
- 1965: Podziemny front jako pijak Leon w odc. 2 pt. Poste restante
- 1969: Polowanie na muchy

## Miejsce spoczynku
Pochowany na cmentarzu Bródnowskim w Warszawie (kwatera 23C-6-30).